# Episodi di Sirens (serie televisiva 2014) (seconda stagione)
La seconda stagione della serie televisiva Sirens è stata trasmessa negli Stati Uniti, su USA Network, dal 27 gennaio al 14 aprile 2015.
| n° | Titolo originale       | Prima TV         |
| -- | ---------------------- | ---------------- |
| 1  | Superdick              | 27 gennaio 2015  |
| 2  | Johnny Nightingale     | 27 gennaio 2015  |
| 3  | Briandipity            | 3 febbraio 2015  |
| 4  | Transcendual           | 3 febbraio 2015  |
| 5  | All the Single Ladies  | 10 febbraio 2015 |
| 6  | Screw the One Percent  | 24 febbraio 2015 |
| 7  | Let Pythons Be Pythons | 3 marzo 2015     |
| 8  | Hypocritical Oath      | 10 marzo 2015    |
| 9  | Charbroiled            | 17 marzo 2015    |
| 10 | Balls                  | 24 marzo 2015    |
| 11 | Six Feet Over/Under    | 31 marzo 2015    |
| 12 | No Love                | 7 aprile 2015    |
| 13 | Sub-Primal Fears       | 14 aprile 2015   |